# Guy I de Blois

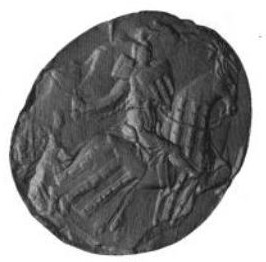
Guy I de Blois

Guy I de Châtillon, conde de Blois (fallecido el 12 de agosto de 1342), hijo de Hugo II de Châtillon y Beatriz de Dampierre, fue un noble francés, conde de Blois y señor de Avesnes (1307–1342).
En 1310, se casó con Margarita de Valois, hija de Carlos de Valois y hermana del rey Felipe VI de Francia. Tuvieron tres hijos:
- Luis I de Châtillon (m. 1346)
- Carlos de Blois (m. 1364) - se casaría con Juana, duquesa de Bretaña; Carlos y los franceses se verían implicados en la guerra de Sucesión Bretona contra la casa de Montfort y los ingleses.[3]
- María, casada en 1334 con Rodolfo, duque de Lorena (m. 1346),[4] se casó en segundo lugar con Federico VII, conde de Leiningen-Dagsburgo.

Tomó parte de la expedición de Luis X de Francia contra su tío Roberto III de Flandes en 1315, y en las primeras fases de la guerra de los Cien Años.
| Predecesor: Hugo II | Conde de Blois 1307 - 1342 | Sucesor: Luis II |